# Reed (Engeland)
Reed is een civil parish in het bestuurlijke gebied North Hertfordshire, in het Engelse graafschap Hertfordshire met 310 inwoners.